# Rimetea
Rimetea o Torockó (abans Trascău; hongarès: Torockó; alemany: Eisenmarkt) és un comú al comtat d'Alba, Transsilvània (Romania). Està compost per dos pobles, Colțești (abans Sângeorzul Trascăului ; Torockószentgyörgy ; Sankt Georgen) i Rimetea. Antiga ciutat minera, avui es coneix com la ubicació de la muntanya Piatra Secuiului (hongarès: Székelykő, lit. "penya dels sículs").
Rimetea té una població majoritàriament hongaresa, amb un 94,1%. El poble té una forta importància cultural per als hongaresos i els hongaresos de Romania i acull un museu etnogràfic del grup ètnic dels sículs. El 1999 el poble va rebre el premi Europa Nostra.

## Geografia
Rimetea es troba a les muntanyes Apuseni del centre de Transsilvània, en una vall a 23 quilòmetres al nord d' Aiud, entre les muntanyes de Székelykő i Ordaskő. El poble descansa a 650 metres d'altitud i el Székelykő es troba a 479 metres més. La distinta ubicació de Rimetea a la part inferior del Székelyk a li confereix una característica única, ja que al poble el sol sembla "sortir dues vegades", un cop per sobre de l'horitzó, abans de desaparèixer darrere de la muntanya i emergir de nou.
Segons el cens del 2011, el 91,4% dels habitants eren hongaresos i el 8,3% romanesos. Segons el cens del 2002, el 76,2% eren unitaris, el 12,6% romanesos ortodoxos, el 5% reformats, el 2,6% catòlics i el 2,8% van declarar pertànyer a una altra religió.

## Etimologia
El nom del poble "Torockó" o més arcaicament "Toroczko" té la seva arrel en una antiga paraula eslava "troszk" que significa "mineral de ferro" o "semblant al ferro". Una o es va lliscar entre el primer tr quan es parlava en hongarès i la paraula es va fusionar amb la terminació eslava " -ov " que significa " fet de ", formant el nom de Toroszkov. Amb una degradació dels sons consonàntics, va sorgir el nom de Toroszkó. La primera vegada que es va esmentar el poble va ser el 1257 amb el nom de Toroczko.
El passat de la mineria de ferro del poble es reflecteix clarament no només en l'origen del nom hongarès, sinó també en el nom alemany "Eisenmarkt".

## Història
Torockó ha estat habitat des de l'època romana i va créixer al voltant d'una economia minera de ferro. Tot i que ara el poble forma part de Romania, els seus habitants són una gran majoria hongaresa, ja que el poble va formar part d'Hongria des del 896 dC fins al 1920. La primera vegada que es va esmentar el poblat va ser el 1257 amb el nom de Toroczko, i només es va anomenar "Rimetea" després del tractat de Trianon el 1920 en què el Regne d'Hongria va perdre dos terços de la seva massa terrestre i va passar a formar part del comtat d'Alba a Romania.

### Antiguitat i època romana
Abans de l'ocupació romana de la zona, probablement boscos extensos cobrien la regió on ara hi ha Torockó. No se sap si l'agricultura es va desenvolupar a les zones boscoses, però és probable que la part superior plana de la Roca dels Secs (Székelykő) estigués habitada pel seu perfil obert i desforestat i el seu fàcil accés a la caça salvatge als boscos circumdants. La part superior de la Roca dels Secs ofereix vistes clares de la regió circumdant, cosa que li proporciona un avantatge estratègic utilitzat pels romans amb finalitats de comunicació i defensa. Els romans duien a terme tasques de guàrdia regulars a la part superior de la Roca dels Secs, per tal de relacionar les fortificacions militars existents a l'actual Cluj-Napoca, Turda, Ocna Mureș, Aiud i Alba Iulia. El lloc avançat romà a la Roca dels Secs va tenir un paper important dins d'aquesta cadena de llocs avançats, ja que va ser a partir d'aquí que es podien encendre balises que advertien la castra romana de Turda, Moldovenești, Ocna Mureș i Aiud d'un perill imminent.
Després de la caiguda de la Dàcia romana el 275 dC, Transsilvània no va romandre desocupada durant molt de temps. Les guerres sobre el territori van esclatar entre faccions de gots, hunos, àvars i gèpids. La pau duradora, l'administració organitzada i la societat civil no es van establir a la regió fins a l'arribada dels magiars i la consegüent conquesta hongaresa de la conca dels Carpats als segles IX i X. Durant el període de desassossec entre el col·lapse de la Dàcia romana i la conquesta hongaresa, diversos pobles eslaus del nord es van establir a les valls en gran part deshabitades de les muntanyes Apuseni de Transsilvània central, on ara es troba Torockó. Aquesta afluència eslava es va produir pacíficament a parts remotes de Transsilvània i va ser desapercebuda en gran part per les potències bèl·liques de la regió. Va ser en aquest moment quan es va habitar per primer cop la vall on es troba Torockó. El llenguatge proto-eslau natiu d'aquests primers pobladors és la font del nom "Torockó" i de molts altres noms d'ubicacions de la regió.
Es desconeix la ubicació exacta dels primers assentaments eslaus a la zona de Torockó, però aquests eslaus van ser els primers a explotar el mineral de ferro trobat a la vall. Es desconeix el que els va passar a aquests habitants eslaus, però eren presents en el moment de l'ocupació hongaresa i probablement van morir o van ser assimilats.